# Wモーターズ・フェニア スーパースポーツ
Wモーターズ・フェニア スーパースポーツ (W Motors Fenyr Super Sport)はアラブ首長国連邦の自動車メーカー、Wモーターズが製造・販売しているハイパーカーである。

## 概要
フェニア スーパースポーツはアラブ首長国連邦の自動車メーカー、Wモーターズが限定生産で製造・販売しているハイパーカーで、2015年のドバイモーターショーで発表された。発表当初は年間25台を生産する計画だったが、後にノーマルモデルが100台、ローンチエディションが10台の限定生産に変更された。先代のライカン ハイパースポーツは世界7台限定生産だったが、フェニアにはライカンに使用されているような宝石類や金糸などの装飾品が取り付けられておらず、100台までの生産台数拡大を可能にした。フェニアという名前は北欧神話に登場する狼の形をした巨大な怪物のフェンリルに由来している。

## 仕様

### パワートレイン
フェニア スーパースポーツにはRUFオートモービルによって開発された3.8Lツインターボ水平対向6気筒エンジンをミッドシップに搭載しており、最高出力810PS/7,000rpm(799hp;596kW)、最大トルク980Nm/4,000rpmを発揮する。

### 変速機
ポルシェ製の7速デュアルクラッチPDKトランスミッションが車両後部に横置きで搭載されている。

### ホイールとタイヤ
ホイールはフロントが19インチ、リアが20インチの鍛造アルミホイールが装備されている。タイヤはピレリ製のPゼロタイヤで、フロントが255/35 ZR 19、リアが355/30 ZR 20。

### インテリア
カーボンファイバーとアルカンターラで仕上げられたダッシュボードとセンターコンソールを搭載している。他にも12.3インチのダッシュボードディスプレイ、10.4インチの中央ディスプレイ、助手席側には7.8インチのディスプレイが設置されている。

## パフォーマンス
フェニア スーパースポーツの最高速度は400km/h(250mph)、0-100km/hは2.7秒と公表されている。ライカン ハイパースポーツよりも最高速度が5km/h(3mph)、0-100km/hが0.1秒速くなっている。

## 参照
- 日本に5台納車されるフェニア スーパースポーツのジャパンプレミアは2022年春頃開催予定
- [スーパーカー]"Wモーターズ・フェニア"あなたの知らないスーパーカー その5
- [ドバイモーターショー15]新型スーパーカー「フェニア」初公開